# San Lorenzo-klanen
San Lorenzo-klanen har varit en av de ledande maffiafamiljerna på Sicilien i Italien. I april 2006 greps ledaren Bernardo Provenzano, efter att ha varit efterlyst i över 40 år.